# Liste der Monuments historiques in Longwé
Die Liste der Monuments historiques in Longwé führt die Monuments historiques in der französischen Gemeinde Longwé auf.

## Liste der Objekte
| Bezeichnung                              | Beschreibung           | Standort                                 | Kennzeichnung | Schutzstatus | Datum | Bild |
| ---------------------------------------- | ---------------------- | ---------------------------------------- | ------------- | ------------ | ----- | ---- |
| Skulptur Madonna mit Kind und Weintraube | Stein, 16. Jahrhundert | in der Kirche Ste-Marie-Madeleine (Lage) | PM08000296    | Classé       | 1939  |      |
| Skulptur Madonna mit Kind                | Holz, 18. Jahrhundert  | in der Kirche Ste-Marie-Madeleine (Lage) | PM08000297    | Classé       | 1939  |      |
| Skulptur Maria Magdalena                 | Stein, 16. Jahrhundert | in der Kirche Ste-Marie-Madeleine (Lage) | PM08000298    | Classé       | 1939  |      |